# ترتوراعلى (ذي السفال)

تعديل مصدري - تعديل

ترتوراعلى محلة تابعة لقرية القاعدة، التابعة لعزلة خنوه بمديرية ذي السفال إحدى مديريات محافظة إب في الجمهورية اليمنية، بلغ تعداد سكانها 1495 حسب تعداد اليمن لعام 2004.